# NGC 9
NGC 9 (другие обозначения — UGC 78, IRAS00063+2332, MCG 4-1-30, KUG 0006+235, ZWG 477.59, KARA 6, ZWG 478.31, PGC 652) — пекулярная спиральная галактика типа Sb/P в созвездии Пегаса.
Этот объект входит в число перечисленных в оригинальной редакции «Нового общего каталога» (NGC).
Галактика была открыта русским астрономом Отто Васильевичем Струве 27 сентября 1865 года во время безуспешного поиска разрушившейся кометы Биэлы. Он использовал 15-дюймовый рефрактор Пулковской обсерватории.
Объект описан в каталоге NGC как «тусклый, округлой формы, звезда 9—10 величины к юго-востоку». При его видимой звёздной величине и низкой поверхностной яркости, для наблюдения этого объекта необходим по крайней мере 12-дюймовый телескоп.
Галактика является пекулярной, с ярким голубым узлом (возможно, взаимодействующим компаньоном) в южном рукаве. Видна почти с края; возможно, обладает кольцом. 
Входит в юго-западное расширение сверхскопления Персея-Рыб.